# Taeniophyllum minutiflorum
Taeniophyllum minutiflorum är en orkidéart som beskrevs av Johannes Jacobus Smith. Taeniophyllum minutiflorum ingår i släktet Taeniophyllum och familjen orkidéer. Inga underarter finns listade i Catalogue of Life.